# Преображенский храм (Чудиново)
Храм Преображения Господня деревни Чудиново (Преображенская церковь, Спасо-Преображенская церковь) — приходской православный храм в деревне Чудиново городского округа Чехов. Относится к Чеховскому благочинию Подольской епархии Русской православной церкви.

## История
Храм построен в селе Чудиново в 1697 году. В приходной окладной книге, Патриаршего казенного приказа читаем: «7205 (1697) г. июля в 17 день но указу патриарха и по намете на выписке Андрея Денисовича Владыкина, а по челобитью разрядного приказа дьяка Степана Ступина, велено новопостроенныя церкви Преображения Господня, которую он, Степан, построил вновь в Московском уезде, в Замыцкой волости, в вотчине своей, в деревне Чудиново, на попа с причетники положить дани, по памяти из разрядного приказа, за приписыо дьяка Ивана Уланова, нынешнего 7205 (1697) года, февраля 17 числа, а против его, Степанова, челобитья июня 4 дня, нынешнего 7205 (1697) года, с церковной земли с пашни в деревне Чудиново с 15 четьи, да в пустоши Свиридовой с 15 четьи, всего с 30 четьи, да с дворов: с попова, дьячкова, просвирницына, с одного вотчинникова, с 10 крестьянских средних, по указной статье, итого 22 алтын заезда гривна. И августа в 30 день деньги на нынешний год платил человек Степана Ступина Тимошка Ветров».
7205 (1697) года августа в 31 день «по благословенной грамоте, дан антиминс к новопостроенныя церкви Преображения Господня, что в Московском уезде, в селе Спасском», под расписку тоя ж церкви попа Василия (там же кн. 138, л. 134).
В 1875 действительный статский советник Александр Дмитриевич Свербеев вызолотил и покрасил вновь иконостас, пожертвовал в храм иконы, хоругви, одежды на престол и на аналои. Клировая ведомость Преображенской церкви с. Чудиново сообщает, что церковь зданием каменная, ветха. Престол один — Преображения Господня. Причт состоял из священника и дьячька.
В 1907 в селе Чудинове священником Василием Петровичем Рождественским была открыта школа грамоты. Отец Василий Рождественский состоял заведующим школы, которая помещалась в наемном здании. В школе обучалось около 10 детей.
После революции некоторое время оставалась действовавшей. Закрыта и разрушена в 30-х года XX века.
23 декабря 2012 на месте разрушенного в 30-х года XX века храма установлен поклонный крест.

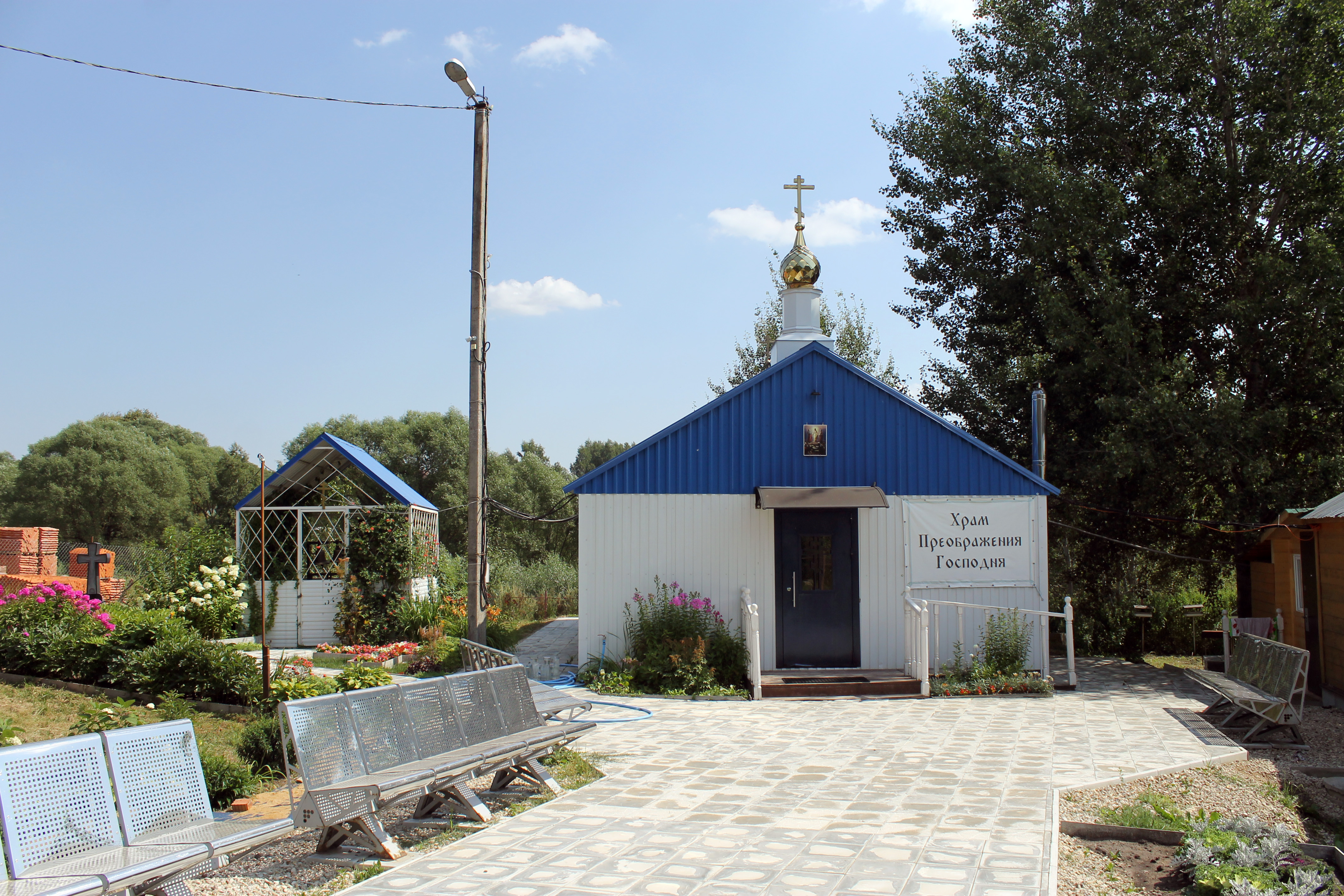
Здание временного храма

14 августа 2013 года, по благословению Управляющего Московской епархией Митрополита Крутицкого и Коломенского Ювеналия возрождён приход Преображенского храма и назначен, по совместительству, настоятель священник Димитрий Шевченко.
19 августа 2013 года впервые после закрытия и разрушения храма у поклонного креста был совершён молебен в честь престольного праздника.
19 августа 2014 года сооружён временный храм, в котором на Престольный праздник была отслужена первая после закрытия и разрушения прежнего храма Божественная Литургия, начались периодические богослужения.

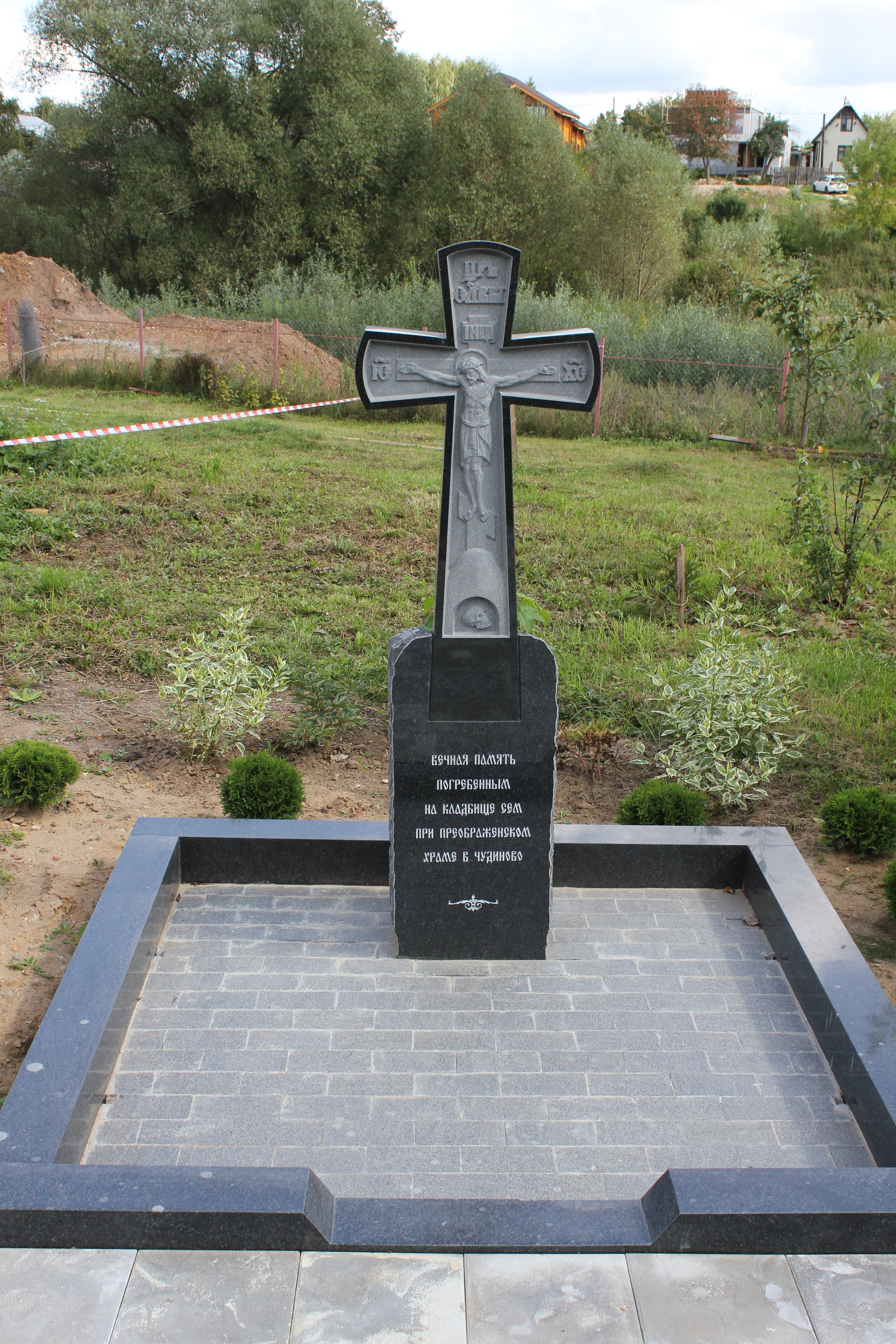
Поклонный крест на месте бывшего кладбища

3 ноября 2016 года назначен новый настоятель, священник Дионисий Пономаренко, во временном храме начались регулярные Богослужения и сформировалась активная живая община. Началась деятельность по подготовке проектной документации и сбор средств на восстановление разрушенного храма.
24 ноября 2020 года на пожертвования прихожан храма и жителей деревни на территории храма был сооружён каменный крест в память о жителях деревни Чудиново, которые покоятся на разорённом в советское время кладбище, располагавшемся возле храма. Освящение креста было совершено 27 ноября 2020 года в праздник Воздвижения Честного и Животворящего Креста Господня настоятелем храма священником Дионисием Пономаренко.
3 октября 2021 года Архиепископом Подольским и Люберецким Аксием совершен чин освящения закладного камня в фундамент восстанавливаемого храма.

## Настоятели храма
- 1697 — 1726 (не ранее) — священник Василий Сергеев
- 1745 (не позднее) — 1745 (не ранее) — поп Григорий
- 1807 −1825 — священник Василий Иоаннов
- 1826 (не позднее) — 1826 (не ранее) — священник Симеон Петров
- 1829 — 1842 — священник Петр Афиногенов
- 1843 (не позднее) — 1843 (не ранее) — священник Иоанн Иоаннов
- 1849 — 1863 — священник Димитрий Петрович Воскресенский (похоронен на церковном кладбище)
- 1863 — 1865 — священник Михаил Никольский
- 1865 — 1866 — священник Николай Колоколов
- 1866 — 1881 — священник Иоанн Петрович Румянцев
- 1881 — 1882 — священник Симеон Никанорович Казанский (похоронен на церковном кладбище
- 1882 — 1883 — священник Сергий Иоаннович Воскресенский
- 1883 — 1906 — священник Николай Иоаннович Успенский (похоронен на церковном кладбище)
- 1906 — 1919 (не ранее) — священник Василий Петров Рождественский
- 1923 (не позднее) — 1933 — священник Николай Александрович Воздвиженской
- в 1930-х годах храм был закрыт и разрушен, последний настоятель репрессирован.
- 2013 — 2016 — священник Димитрий Геннадьевич Шевченко
- 2016 — по настоящее время — священник Дионисий Анатольевич Пономаренко

## Святыни
В храме находятся частицы мощей следующих святых:
- Пояс Божией Матери
- Пророк Иоанн Предтеча
- Апостол Иаков, брат Господень
- Апостол Пётр
- Апостол Андрей Первозванный
- Апостол Павел
- Равноапостольная царица Елена
- Благоверная царица Тамара
- Великомученик Георгий Победоносец
- Великомученица Анастасия Узорешительница
- Великомученик и целитель Пантелеимон
- Великомученица Варвара
- Мученик Викентий Сарагосский
- Мученик Трифон Апамейский
- Мученик Вонифатий
- Священномученик Константин Богородский
- Преподобномученик Акакий Новый, Афонский
- Святитель Лука Крымский
- Святитель Николай Чудотворец
- Святитель Феофан Затворник
- Святитель Лазарь, друг Господень
- Святитель Варлаам Махрищский
- Святитель Агафангел Ярославски
- Священноисповедник Роман (Медведь)
- Преподобный Александр Свирский
- Преподобный Алексий Зосимовский
- Преподобный Даниил Переяславский
- Преподобный Макарий Калязинский
- Преподобный Стефан Махрищский
- Преподобный Сергий Радонежский
- Преподобный Кука Одесский
- Преподобный Серафим Саровский
- Преподобномъченица вел. кн. Елизавета
- Преподобная Мария Египетская
- Преподобноисповедница Фамарь Марджанова
- Праведный Иоаким